# Досметкіно
Досме́ткіно (рос. Досметкино, марій. Тошметсола) — присілок у складі Моркинського району Марій Ел, Росія. Входить до складу Шиньшинського сільського поселення.

## Населення
Населення — 106 осіб (2010; 148 у 2002).
Національний склад (станом на 2002 рік):
- марі — 98 %